# Gotovuša (Pljevlja)
Pour les articles homonymes, voir Gotovuša.
Gotovuša (en serbe cyrillique : Готовуша) est un village du nord du Monténégro, dans la municipalité de Pljevlja.

## Démographie

### Évolution historique de la population
| 1948 | 1953 | 1961 | 1971 | 1981 | 1991 | 2003 |
| ---- | ---- | ---- | ---- | ---- | ---- | ---- |
| 431  | 348  | 344  | 284  | 225  | 217  | 150  |